# Stenbittjärnen (Dorotea socken, Lappland)
Stenbittjärnen är en sjö i Dorotea kommun i Lappland och ingår i Ångermanälvens huvudavrinningsområde.
Stenbittjärnen ligger i Stenbithöjden Natura 2000-område. Sjöns area är 0,03 kvadratkilometer och den befinner sig 512 meter över havet.